# Letni Puchar Świata w saneczkarstwie 2019
Letni Puchar Świata w saneczkarstwie 2019 odbędzie się w dniach 6–7 września 2019 roku w niemieckim Ilmenau. Zawodnicy rywalizować będą w dwóch konkurencjach: jedynkach kobiet i jedynkach mężczyzn.

## Wyniki

### Jedynki kobiet
- Data / Początek:

| Medal | Zawodniczka | Narodowość | 1. zjazd | 2. zjazd | 3. zjazd | Czas | Strata |
| ----- | ----------- | ---------- | -------- | -------- | -------- | ---- | ------ |
|       |             |            |          |          |          |      | –      |
|       |             |            |          |          |          |      | +      |
|       |             |            |          |          |          |      | +      |
| 4.    |             |            |          |          |          |      | +      |
| 5.    |             |            |          |          |          |      | +      |
| 6.    |             |            |          |          |          |      | +      |
| 7.    |             |            |          |          |          |      | +      |
| 8.    |             |            |          |          |          |      | +      |
| 9.    |             |            |          |          |          |      | +      |
| 10.   |             |            |          |          |          |      | +      |

### Jedynki mężczyzn
- Data / Początek:

| Medal | Zawodnik | Narodowość | 1. zjazd | 2. zjazd | 3. zjazd | Czas | Strata |
| ----- | -------- | ---------- | -------- | -------- | -------- | ---- | ------ |
|       |          |            |          |          |          |      | –      |
|       |          |            |          |          |          |      | +      |
|       |          |            |          |          |          |      | +      |
| 4.    |          |            |          |          |          |      | +      |
| 5.    |          |            |          |          |          |      | +      |
| 6.    |          |            |          |          |          |      | +      |
| 7.    |          |            |          |          |          |      | +      |
| 8.    |          |            |          |          |          |      | +      |
| 9.    |          |            |          |          |          |      | +      |
| 10.   |          |            |          |          |          |      | +      |